# Rumex muretii
Rumex muretii là một loài thực vật có hoa trong họ Rau răm. Loài này được Hausskn. miêu tả khoa học đầu tiên năm 1884.